# Зайков, Виктор Владимирович
Ви́ктор Влади́мирович Зайко́в (3 мая 1938, Владивосток, Дальневосточный край, СССР — 22 декабря 2017, Миасс, Челябинская область, Россия) — советский и российский учёный, доктор геолого-минералогических наук (1988), профессор кафедры геологии Геологического факультета филиала Южно-Уральского государственного университета в г. Миассе. Член-корреспондент Международной академии минеральных ресурсов (1995). Заслуженный деятель науки Российской Федерации (1994). В честь В. В. Зайкова назван минерал зайкови́т (Rh3Se4).

## Биография
Родился 3 мая 1938 года во Владивостоке в семье рабочего. Позже семья переехала в Артёмовск Донецкой области УССР, где он окончил среднюю школу. В 1955 году поступил в Донецкий политехнический институт, который окончил в 1960 году, после чего двадцать лет работал в геологоразведочных и научно-исследовательских организациях Сибири. Открыл и оценил месторождения золота, свинца, цинка, каменной соли на территории Тувинской АССР.
В 1974 защитил кандидатскую диссертацию на тему «Рудоносные вулканические комплексы верхнего протерозоя и нижнего кембрия Тувы», а в 1988 году — докторскую диссертацию на тему «Колчеданоносные вулканические зоны палеоокеанических структур (на примере Тувы и Южного Урала)».
Один из основателей комплексной академической лаборатории в Туве, которая позднее была преобразована в Институт комплексного освоения природных ресурсов. С 1980 года работал в Ильменском заповеднике старшим научным сотрудником лаборатории вулканогенно-осадочных формаций, с 1985 года — заведующим лабораторией минерагении вулканических формаций. С 1988 года работал в Институте минералогии УрО РАН заведующим лабораторией прикладной минералогии и минерагении, с 2000 года — главный научный сотрудник.
Занимался преподавательской деятельностью в ЮУрГУ: в 1998—2006 годах — заведующий кафедрой геологии, параллельно в 2000—2003 году занимал пост декана геологического факультета филиала ЮУрГУ в Миассе.
Умер в Миассе 22 декабря 2017 года.

## Научная деятельность
- Исследования вулканизма и минерального сырья древних океанических структур Урала и Южной Сибири;
- поиск и оценка месторождений полезных ископаемых (пирофиллитового сырья, колчеданных и медно-цинково-колчеданных месторождений и т. д.);
- разработка новой методики рудно-фациального анализа гидротермальных систем;
- геоархеологические исследования исторических памятников Урала[9];
- основатель научной школы металлогении древних океанов.

Научный руководитель 1 доктора и 13 кандидатов наук. Опубликовал более 500 научных работ, из которых 18 монографий.

## Избранные труды
Профессор В. В. Зайков — автор 15 монографий, 180 научных и учебно-методических статей
- Зайков, В. В. Металлогения древних океанов // Научные школы ЮУрГУ. История развития. — Челябинск, 2008. — С. 453—481.
- Зайков, В. В. // Путь к просторам древних океанов / Зайков В. В. ; Российская акад. наук, Уральское от-ние, Ин-т минералогии. - Екатеринбург, 2013. - 432, [1] с.; ISBN 978-5-7691-2352-8
- Зайков В. В. Здесь выплавляли медь три тысячи лет назад : [интервью] // Общественно-политическая газета «Глагол» : сетевое изд. (01.04.2018)

## Признание и награды
- Почётная грамота Президиума АН СССР (1983);
- три Государственные стипендии за большой вклад в металлогенические исследования (1994, 1997, 2000);
- Заслуженный деятель науки Российской Федерации (30 декабря 1994)[11] — за заслуги в научной деятельности
- Знак Министерства образования и науки РФ «За развитие научно-исследовательской работы студентов» (2005).

## Память
В честь профессора В. В. Зайкова в 2020 году назван минерал — зайкови́т (zaykovite). Номер по IMA — 2019-084.